# Стопа
Стопа (енгл. foot, мн. feet) је јединица мере за дужину у бројним системима мерних јединица: енглеском, империјалном и америчком. Одређена је као просечна дужина људског стопала. Њена величина може да варира од система до система али свака је између четвртине и трећине метра (m). Нпр. египатска стопа је 0,26 m, грчка око 0,30 m, а римска 0,295 m. Данас најчешће коришћена стопа је интернационална стопа. Један јард чине три стопе, док једну стопу чини 12 инча. Интернационални стандардни симбол за стопу је ft.
Сједињене Државе су једина индустријализована нација која користи међународну стопу и геодетску стопу за мерење (уобичајену јединицу дужине) у односу на метар у својим комерцијалним, инжењерским и стандардним активностима. Стопа је правно признато у Уједињеном Краљевству; путокази морају да користе империјалне јединице (међутим, растојања на путоказима се увек означавају у миљама или јардима, а не у стопама), док је њихова употреба широко распрострањена у британској јавности као мерење висине. Стопа је призна као алтернативни израз дужине у Канади званично дефинисана као јединица изведена из метра иако су Уједињено Краљевство и Канада делимично метриковале своје мерне јединице. Мерење надморске висине у међународној авијацији једна је од ретких области у којима се стопало користи ван енглеског говорног подручја.

## Историјско порекло
Историјски гледано, људско тело је коришћено као основа за јединице дужине. Стопало одраслог мушкарца беле расе је обично око 15,3% његове висине, што даје особи од 175 cm (5 ft 9 in) дужину стопала од око 268 mm (10,6 in), у просеку.
Археолози верују да су у прошлости људи Египта, Индије и Месопотамије преферирали лакат, док су људи Рима, Грчке и Кине преферирали стопало. Под харапским линеарним мерама, градови Инда током бронзаног доба користили су стопу од 333,5 mm (13,2 in) и лакат од 528,3 mm (20,8 in). Египатски еквивалент стопала — мера од четири шаке или 16 прстију — био је познат као џесер и реконструисан је као око 30 cm (11,8 in).
Грчко стопало (πούς, pous) имало је дужину од 1/600 стадиона, један стадион је био око 181,2 m (594 ft); дакле стопа је у то време била око 302 mm (11,9 in) Њена тачна величина варирала је од града до града и могла је да се креће између 270 mm (10,6 in) и 350 mm (13,8 in), али сматра се да је дужина коришћена за изградњу храма била око 295 mm (11,6 in) до 325 mm (12,8 in); прва величина је била близу величине римског стопала.
Стандардно римско стопало (pes) је обично било око 295,7 mm (11,6 in) (97% данашње мере), али се у провинцијама користио такозвани пес pes Drusianus (стопало Нерона Клаудија Друза), са дужином од око 334 mm (13,1 in). (У стварности, ово стопало је претходило Друзу.)
Првобитно су и Грци и Римљани делили стопало на 16 прстију, али су у каснијим годинама Римљани такође делили стопало на 12 unciae (од којих су изведене и енглеске речи „инч“ и „унца“).
Након пада Римског царства, неке римске традиције су настављене, али су друге напуштене. Године 790, Карло Велики је покушао да реформише мерне јединице у својим доменима. Његове јединице за дужину биле су засноване на тоазу и посебно на toise de l'Écritoire, растојању између врхова прстију испружених руку човека. Тоаз има 6 pieds (стопа) свака од 326,6 mm (12,9 in).
Он није био успешан у увођењу стандардне јединице дужине у свом целокупном царству: анализа мерења опатије Шарлије показује да је током 9. века коришћено римско стопало од 296,1 mm (11,66 in); када је обновљена у 10. веку, коришћена је стопа од око 320 mm (12,6 in). У исто време, манастирске зграде су користиле каролиншко стопало од 340 mm (13,4 in).
Поступак верификације стопала описан је у постхумно објављеном делу Јакоба Кебела у његовој књизи Geometrei. Von künstlichem Feldmessen und absehen из 16. века:
Недељом станите на врата цркве и замолите 16 мушкараца да се зауставе, високих и малих, док случајно излазе када се служба заврши; затим затражите да ставе своје лево стопало један иза другог, и тако добијена дужина биће права и законита полуга за мерење и геодетско премерење земље, а шеснаести део ће бити права и законита стопа.

## Дефиниција

### Међународна стопа
Међународни споразум о јардима и фунти из јула 1959. дефинисао је дужину међународног јарда у Сједињеним Државама и земљама Комонвелта нација на тачно 0,9144 метра. Сходно томе, међународна стопа је дефинисана као тачно 0,3048 метара. Ово је било 2 ппм краће од претходне дефиниције у САД и 1,7 ппм дуже од претходне британске дефиниције

## Поређење са другим јединицама
Једна интернационална стопа је једнака:
- 0,3048 метара
- 12 инча
- 1/3 јарда
- 1/6 фатомa

У СФРЈ, стопа је била дозвољена као мерна јединица само у поморском и ваздушном саобраћају до 31. децембра 1980. године.